# 索纳 (萨瓦省)
索纳（法語：Sonnaz，法語發音：[sɔna]）是法国萨瓦省的一个市镇，属于尚贝里区。

## 地理
索纳（45°37'3"N, 5°54'52"E）面积6.79 平方千米，位于法国奥弗涅-罗讷-阿尔卑斯大区萨瓦省，该省份为法国东部省份，历史上为薩伏依的一部分，北起上萨瓦省，西接伊泽尔省和安省，南部和东部与上阿尔卑斯省和意大利接壤。
与索纳接壤的市镇（或旧市镇、城区）包括：尚贝里、梅里、圣阿尔邦莱斯、滨湖维维耶、沃格朗。

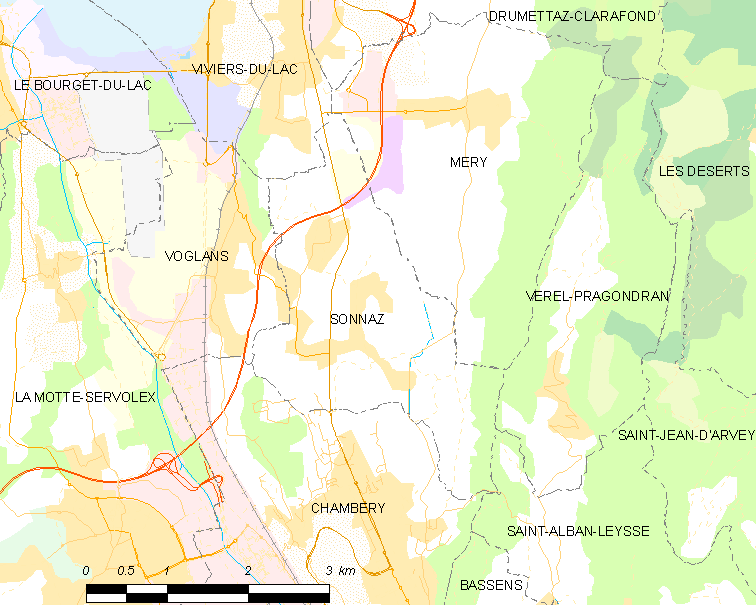
的OSM定位图

索纳的时区为UTC+01:00、UTC+02:00（夏令时）。

## 行政
索纳的邮政编码为73000，INSEE市镇编码为73288。

## 政治
索纳所属的省级选区为尚贝里第一县。

## 人口

1962-2008年间人口变化图示

索纳于2022年1月1日时的人口数量为2106人。